# Лученки (Смоленская область)
Лученки — деревня в Велижском районе Смоленской области России. Входит в состав Беляевского сельского поселения.
Расположена в северо-западной части области в 22 км к юго-западу от Велижа, в 21 км южнее автодороги Р133 Смоленск — Невель, на берегу реки Западная Двина. В 81 км южнее деревни расположена железнодорожная станция Рудня на линии Смоленск — Витебск.

## История
В годы Великой Отечественной войны деревня была оккупирована гитлеровскими войсками в июле 1941 года, освобождена в сентябре 1943 года.